# Панджгур (округ)
Панджгур (урду ضلع پنجگور‎, англ. Panjgur District) — один из 30 округов пакистанской провинции Белуджистан. Административный центр — город Панджгур.

## География
Площадь округа — 16 891 км². На севере граничит с округом Вашук, на западе — с территорией Ирана, на юге — с округом Кечь, на востоке — с округом Аваран, на северо-востоке — с округом Харан.

## Административно-территориальное деление
Округ делится на два техсила :
- Панджгур
- Говарго

и 16 союзных территорий.

## Население
По данным переписи 1998 года, население округа составляло 234 051 человека, из которых мужчины составляли 53,68 %, женщины — соответственно 46,32 %. На 2009 год уровень грамотности населения (от 10 лет и старше) составлял 49 %. Уровень урбанизации — 9 %. Средняя плотность населения — 13,9 чел./км². В национальном составе преобладают белуджи (98 %), также представлены брагуи, пуштуны и пенджабцы.